# Miquel Peidró i Barcos
Miquel Peidró i Barcos, de vegades escrit Peydró, fou un futbolista català de la dècada de 1920. Es desconeixen les dates de naixement i defunció.
Jugava a la posició de davanter centre. Rodamón del futbol català, formà part de nombrosos equips, des del FC Espanya, el RCD Espanyol (temporada 1922-23), l'FC Gràcia (l'equip continuador de l'Espanya, durant diverses etapes), la UE Sants (durant diverses etapes), el CE Europa, l'FC Lleida i l'Associació d'Alumnes Obrers de Vilanova. Essent jugador d'aquest club fou suspès durant sis mesos per una suposada agressió a un àrbitre l'any 1930. També arribà a jugar quatre partits amistosos amb el FC Barcelonadurant la primavera del 1924, en els quals marcà 2 gols. Amb la selecció catalana disputà 3 partits, marcant 3 gols en el segon d'aquests partits. Fou campió de la Copa Príncep d'Astúries l'any 1924.